# Penyarang
Penyarang is een bestuurslaag in het regentschap Cilacap van de provincie Midden-Java, Indonesië. Penyarang telt 4852 inwoners (volkstelling 2010).